# Dicliptera cochabambensis
Dicliptera cochabambensis är en akantusväxtart som beskrevs av Gustav Lindau. Dicliptera cochabambensis ingår i släktet Dicliptera och familjen akantusväxter. Inga underarter finns listade i Catalogue of Life.